# 삼일치의 법칙
삼일치의 법칙(프랑스어: Règles du théâtre classique)은 프랑스 고전 연극의 규칙 중 하나다.
아리스토텔레스는 그의 <시학(詩學)>에서 비극은 "가능한 한 태양의 1회전하는 기간"에 한정하고, 그 줄거리는 "쉽사리 기억할 수 있는 크기"로, 극중의 사건은 거의가 "동시에 실현하는 것을 모방할 수는 없다"고 말했다. 이들은 그리스 비극들을 상연할 때의 외적 조건이었으며, 스카리졔 전후(前後)에 이탈리아에서 프랑스로 들어온 문예부흥기의 연극이론은 이를 엄밀한 규칙으로 해석했으며, 샤플랭 등 지식인은 삼일치 또는 삼단일(三單一)의 법칙으로서 프랑스 고전극에 도입했던 것이다.
이를 단적으로 표현한 것이 부알로(Boileau)의 다음의 말이다.
| “ | 한 장소에서, 하루 중에 오직 하나, 완성된 일이 마지막까지 무대를 충만시킬 수 있도록 하라. | ” |
|   | — 부알로, 《풍자시》 제3                                                                 |   |

이것은 고전극의 중요한 요건이 되어, 1637년에 코르네유의 <르 시드>의 대성공 때 생겨난 '르 시드 논쟁'의 쟁점의 하나는 이 비극이 시간적·장소적으로 단일하지 않다는 것이었다. 그리고 리슐리외의 명을 받은 샤플랭이 '<르 시드>에 관한 아카데미의 의견'을 발표하기까지 문단과 사교계가 둘로 갈라지는 등의 소동을 빚었다.
즉 코르네유에게는 이러한 법칙이 부담이었으며 라신은 이를 편하게 소화시키고 있었다. 라신의 《베레니스》 서문에는 이렇게 적혀 있다.
| “ | 비극에서 사람을 감동시키는 것은 진실다움 이외는 없다. 몇 주간이 걸려도 일어날지 어떨지 알 수 없는 많은 일들이 하루 사이에 일어나는 연극이 진실답다고 할 수는 없지 않겠는가… | ” |
|   | — 라신, 《베레니스》 서문 |   |

## 같이 보기
- 연극의 역사